# Мускусні черепахи
Мускусні черепахи (Sternotherus) — рід черепах родини Мулові черепахи підряду Прихованошийні черепахи. Має 4 види.

## Опис
Загальна довжина представників цього роду коливається від 8 до 15 см. Статевий диморфізм виявляється у розмірах хвостів у самців та самиць (у перших він довший). За будовою пластрона схожі на Американських мулових черепах. Мають такі ж рухливі частки, проте мускусні черепахи не можуть закриватися спереду. Втім карапакс відрізняється, він має куполоподібну форму з кілем, що тягнеться до центру. особливістю цих черепах є наявність залоз, що виділяють при небезпеці неприємний запах на кшталт мускусу. Тому місцеві мешканці прозивають цих плазунів «смердючками».
Забарвлення коричневе, буре, оливкове з різними відтінками.

## Спосіб життя
Полюбляють прісні водойми. Часто вилазять на берег або повалені дерева, де гріються на сонці. Харчуються водяними комахами, молюсками. дрібною рибою, водяними рослинами, падлом.
Самиці відкладають 2—7 яєць в отвір на поверхні ґрунті. При цьому вони їх не закопують.
Тривалість життя цих черепах сягає 23 років.

## Розповсюдження
Мешкають у Канаді та Сполучених Штатах Америки.

## Види
- Sternotherus carinatus
- Sternotherus depressus
- Sternotherus minor
- Sternotherus odoratus — Мускусна черепаха звичайна